# Natrijum-stearat
Natrijum stearat je so natrijuma i stearinske kiseline. Ovo je jedana od osnovnih sirovina u proizvodnji sapuna. Proces njenog dobijanja je poznat još od davnina. Dobija se reakcijom biljnih ulja sa natrijum hidroksidom. Osim za proizvodnju sredstava za čišćenje koristi se i kao emulgator u raznim kremama, šamponima i prehrambenim namirnicama.

## Dobijanje
Dobija se putem saponiranja tristearina sa sodom, te se tako dobija natrijum stearat i glicerin..
{\displaystyle \mathrm {C_{3}H_{5}(OOCC_{17}H_{35})_{3}+3\ NaOH} }
{\displaystyle \mathrm {\longrightarrow 3\ C_{17}H_{35}COONa+\ C_{3}H_{5}(OH)_{3}} }

## Literatura
1. ↑   уреди
2. ↑  Evan E. Bolton; Yanli Wang; Paul A. Thiessen; Stephen H. Bryant (2008). „Chapter 12 PubChem: Integrated Platform of Small Molecules and Biological Activities”. Annual Reports in Computational Chemistry. 4: 217—241. doi:10.1016/S1574-1400(08)00012-1.
3. ↑  „Seifen”. Архивирано из оригинала 26. 04. 2007. г. Приступљено 09. 07. 2010.
4. ↑  Tom Schamper (1993). „Chemical aspects of antiperspirants and deodorants”. J. Chem. Educ. 70 (3): 242. doi:10.1021/ed070p242.
5. ↑  „Stearic Acid”.
6. ↑  „Unsere Produkte für die Kosmetik”. Архивирано из оригинала 06. 01. 2009. г. Приступљено 09. 07. 2010.
7. ↑  „E-Nummer Verzeichnis”. Архивирано из оригинала 01. 10. 2007. г. Приступљено 09. 07. 2010.
8. ↑  „Was ist eigentlich Seife?”. Архивирано из оригинала 26. 06. 2009. г. Приступљено 09. 07. 2010.